# Майк Вілер
Майкл «Майк» Вілер — головний герой у серіалі «Дивні дива», якого зіграв Фінн Вулфгард. Він — лідер Партії, хлопець Одинадцяти, найкращий друг Дастіна Хендерсона, Лукаса Сінклера, Вілла Баєрса та Макс Мейфілд, а також молодший брат Ненсі Вілер.

## Біографія
Коли найкращий друг Майка, Вілл Баєрс, таємничим чином зник безвісти, він та інші його друзі, Лукас і Дастін, взяли за мету знайти його. Однак, шукаючи Вілла, вони випадково натрапили на дівчину-втікачку на ім'я Одинадцять. Майк незабаром виявив, що вона щось знає про зникнення Вілла, і попросив її допомогти знайти друга. За час, проведений разом, Майк і Од утворили міцний зв'язок. Коли Вілла знайшли, Майк був щасливий, що той повернувся додому безпечно; однак він був дуже спустошений жертвою Одинадцяти, щоб перемогти Демогоргона.
Через рік, Майк все ще дзвонив їй, а також допомагав Віллу з новою надприродною проблемою. Згодом він возз'єднався з Од. Тоді вони працювали над спаленням розгалуженої мережі іншої міжвимірної загрози, використовуючи це як відволікаючий фактор для Одинадцяти, щоб вона назавжди закрила Ворота. Пізніше Майк відвідав танці з Одинадцятою.
Здавалося, що Майк і Од були нерозлучними до літа 1985 року, коли їхні стосунки зіткнулися з новими випробуваннями та труднощами. Намагаючись встановити кордони, незадоволений прийомний батько Од, Хоппер, налякав Майка та поставив під загрозу стосунки підлітків; Вілл також висловив своє розчарування тим, як стосунки Майка та Лукаса порушили динаміку в групі друзів. Однак їхня увага звернеться на більш нагальні проблеми, коли Вілл попередить їх про присутність Мозкожера. Після того, як було помічено, що зведений брат Макс Біллі Харгров поводився незвично, вони дізналися, що він та інші жителі Гокінса одержимі Мозкожером, і почали намагатися перемогти його. Через три місяці Майку та його друзям довелося попрощатися з Одинадцятою та Баєрсами, які переїжджали з Гокінса. Перед від'їздом Майк та Одинадцять планували відвідати одне одного на День подяки та підтвердили кохання одне до одного.
До весни 1986 року Майк був відданим членом Hellfire Club разом з Дастіном і Лукасом. Він вирушив до Ленора-Хіллз, Каліфорнія, щоб провести весняні канікули з Одинадцятою. Вона надсилала Майку листи, розповідаючи йому, що добре адаптувалася до Каліфорнії; однак, прибувши, Майк зрозумів, що все не так. Коли доктор Оуенс забрав Од, щоб попрацювати над відновленням її здібностей, Майк приєднався до Вілла, Джонатана та Аргайла в її пошуках, увесь час ухиляючись від підполковника Джека Саллівана та його сил, які вважали Одинадцять відповідальноґ за серію вбивств у Гокінсі. За допомогою дівчини Дастіна, Сьюзі Бінгем, вони вистежили Одинадцять на секретному об'єкті в Неваді. Пізніше Майк та інші допомогли Одинадцять боротися з Векною, створивши імпровізований резервуар для сенсорної депривації, що дозволило їй психічно проектувати свою свідомість до Гокінса. Під час ментальної битви Од з ворогом Майк сказав дівчині, що кохає її, давши їй сили здолати та перемогти Векну.
Через два дні група вирушила в Хокінс і була шокована масштабами руйнувань. Після повернення Вілл зрозумів, що його психічний зв'язок, створений ще в 1984 році, був не з Мозкожером, а з Векною. Він занепокоєно сказав Майку, що все ще відчуває присутність монстра, і щоб жахи закінчилися, Векна повинен померти. Запевнивши Вілла, що вони вб'ють монстра раз і назавжди, Майк зустрівся з живим Хопером і став свідком того, як Навиворіт почав зливатися з Гокінсом.

## Особистість
Показано, що Майк оптиміст, співчутливий і дуже відданий своїм друзям, зазвичай докладаючи великих зусиль, щоб допомогти їм. Його роль D&D як Dungeon Master свідчить про те, що він, як і Вілл, є творчим мислителем. З чотирьох хлопців Майк найбільш емоційно відкритий і досить довірливий, готовий сприймати фантастичні пояснення складних ситуацій. Рішучість Майка допомогти друзям була настільки великою, що в один момент він стрибнув зі скелі, щоб захистити Дастіна, перш ніж Одинадцять прийшла, щоб його врятувати. Крім того, Майк продемонстрував високий моральний дух і мужність, коли він протистояв Трою щодо його жарту про ймовірну смерть Вілла, показуючи, наскільки він піклується про своїх друзів. Майк також був єдиним зі своїх друзів, хто залишився з Віллом у лабораторії, коли той страждав від втрати пам'яті та маніпуляції Мозкожера, доводячи, що він завжди був готовий наражати себе на небезпеку, щоб захистити своїх друзів. Однак, Майку було важко сказати Одинадцятій, як сильно він її кохає, що погіршує їхні стосунки. Після того як Вілл розповів пригніченому Майку, як він завжди був «серцем» Партії, зберігаючи їхніх друзів разом, настрій Майка піднявся, і він зміг допомогти Одинадцять боротися з Векною, нарешті зізнавшись у коханні до неї, що в свою чергу врятувало їхніх друзі.

## Відносини з персонажами
1. Одинадцять (Од)    
За шість днів знайомства між Майком і Одинадцятою склалися особливі стосунки. Він дозволив їй залишитися в його будинку, забезпечив їжею, а також побудував для неї форт із подушок у своєму підвалі. Майк був першим зі своїх друзів, хто довірився Од, навіть закохався в неї. Одинадцять, у свою чергу, явно почувалася найбільш розслабленою, перебуваючи на самоті в компанії Майка. Його повага до неї зросла, коли вона допомагала і захищала його друзів у пошуках Вілла. Спостереження за її зникненням спустошило Майка, і він оплакував її втрату. Однак він ніколи не відмовлявся від неї, дзвонив їй на свій Supercom 353 дні поспіль, а також підтримував форт-подушку в ідеальному стані. Коли вони нарешті возз'єдналися після майже річної розлуки, Майк сказав Одинадцять, що він не може «втратити її знову», і вона пообіцяла, що він не втратить.
У 1985 році їхні стосунки процвітали все більше і більше, на превеликий розчарування її батька. Хоппер навіть настільки занепокоївся, що погрожував Майку не проводити час з Одинадцять. Злякавшись, Майк зробив, як йому сказали, і тримався на відстані від Од, брехав їй і стверджував, що його бабуся хвора. За допомогою Макс Одинадцять швидко зрозуміла його брехню, і коли Майк відмовився пояснювати, вона розлучилася з ним. Одинадцять була зла на Майка за те, що він нібито хотів контролювати її та не вірив у неї, хоча пізніше він відкрив усім, крім Одинадцятої (якої не було в кімнаті), що він поводився так лише тому, що кохав її і не хотів втратити знову. Пізніше вони помирилися в лікарні. Майк тричі врятував життя Одинадцяти. Через три місяці вона сказала, що теж його кохає. До весни 1986 року Майк і Од підтримували зв'язок за допомогою листів. Однак вони почали страждати від проблем зі спілкуванням; Од брехала про те, що над нею знущалася дівчина на ім'я Анджела, і про труднощі в школі. Коли Одинадцяту забирають, Майк каже через вікно поліцейської машини, що він це виправить. Коли Майк знову бачить Од, вона збила гелікоптер за допомогою своїх сил, Майк вистрибує з фургона та біжить до Одинадцятої. Пізніше, коли вона була в резервуарі сенсорної депривації, борючись з Векною, дівчина почала задихатися через те . Щоб допомогти, Майк нарешті сказав, що кохає її. Далі він каже, що його життя почалося в той день, коли вони зустрілися в лісі, і називає її своєю «супергероїнею». Пізніше Од і Майк повернулися до Хокінса.
2. Ненсі Вілер    
Натякнули, що Майк і Ненсі були ближчими, коли були молодшими. Однак вони віддалилися, ймовірно, через велику різницю у віці між ними та той факт, що вони відвідували різні класи. Ненсі часто зневажливо ставилася до свого брата, називаючи його «огидним» і «придурком», а Майк, у свою чергу, зневажливо ставився до її стосунків зі Стівом Гаррінґтоном. Однак, коли Майк ненадовго зник, Ненсі щиро переживала за нього. Після того, як його знайшли, вони з сестрою домовилися припинити брехати одне одному і завжди говорити правду. Незважаючи на це, Майк і Ненсі дбають одне про одного, вони діють одне одному на нерви. У 1985 році відносини Майка з його сестрою, здавалося, значно покращилися після всього, що вони пережили за останні два роки. Вони працювали разом зі своїми друзями над розслідуванням Мозкожера. Ненсі була вражена, почувши, що Одинадцять розлучилася з Майком і розкритикувала його за те, що він контролює дівчину, заявивши, що Од є особистістю, здатною робити власний вибір. У 1986 році, дізнавшись про Векну, Майк почав хвилюватися за безпеку Ненсі та вирішив повернутися до Гокінса, щоб врятувати сестру. Через два дні після зникнення Векни Майк прибуває до Гокінса разом із Баєрсами та Аргайлом.
3. Вілл Баєрс    
Майк і Вілл познайомилися в перший день у дитячому садку і стали дуже близькими друзями. Майк дуже засмутився протягом короткого періоду, коли він вважав, що Вілл мертвий, похмуро переглядаючи стару колекцію фотографій свого друга. Однак після того, як Од довела, що Вілл досі живий, Майк вирішив знайти його. Врешті-решт возз'єднавшись із Віллом, він був надзвичайно радий, що його найкращий друг жив і неушкоджений. Через рік, коли Вілл мав видіння і був приголомшений Мозкожером, Майк став ще більш відданим справі допомоги йому. Намагаючись утішити його, Майк був єдиним із його найкращих друзів, хто залишився з ним у лабораторії Гокінса. У 1985 році їхня дружба все ще була міцною, але Вілл був засмучений тим, скільки часу Майк проводив з Одинадцятою, і волів би більше часу для кампаній D&D. Коли хлопці зрозуміли, що образили Вілла, вони спробували вибачитися, але він відмахнувся від них. Під час суперечки Майк сказав Віллу, що вони виросли й залишили свої дні ігор у підвалі позаду. Однак відразу ж пошкодував про те, що сказав, коли побачив, як Вілл пішов зі сльозами. Зрештою вони помирилися. Майк запропонував Одинадцятій повернутися з Віллом до Хокінса на Різдво, оскільки він думав, що було б цікаво відкрити їхні подарунки разом. До 1986 року Майк став досить незацікавленим у підтримці зв'язку з Віллом, дзвонив йому лише кілька разів на відміну від Одинадцяти, у якої була коробка листів від нього. Перед тим, як Майк приїхав до Ленора-Хіллз на весняні канікули, Вілл почав наполегливо працювати над картиною, яку відмовлявся показувати. Коли Майк і Вілл шукали Од, Майк сказав, що Од його дівчина, а Вілл просто його друг, але той нагадав, що раніше вони були найкращими друзями. Після того, як Од була заарештована, а пізніше її забрав доктор Оуенс, щоб відновити її сили, на велике здивування Вілла, Майк сказав, що почав помічати, яким порожнім був Хокінс без нього, і що вони працювали б краще, якби були командою або «найкращими друзями». Хлопці посміхнулися, оскільки їхня дружба знову відновилася. Пізніше Вілл показав Майку свою картину, виявивши, що це великий плакат із зображенням дракона та лицарів. Вражений і щасливий Майк запитав, чи намалював це Вілл, а той збрехав, що Од замовила йому це намалювати. Хоча Майк став більш мотивованим і щасливішим, він не помічає, як Вілл відвертається і плаче, не підозрюючи, що його друг був закоханий у нього.
4. Лукас Сінклер   
Більшу частину свого дитинства Майк і Лукас жили поруч один з одним і швидко стали найкращими друзями. Однак ця дружба була випробувана після зникнення Вілла та прибуття Одинадцяти. Майк співчував Одинадцять і вірив, що вона може допомогти знайти Вілла, тоді як Лукас підозрював, що вона маніпулювала ними. Це навіть переросло в повноцінну бійку. Однак після того, як Лукас зрозумів, що Одинадцять мала добрі наміри, і врятував їх від агентів лабораторії Гокінса, він вибачився та помирився з нею та Майком. У 1984 році, коли Майк дізнався, що Лукас разом із Дастіном запросили Макс Мейфілд в групу, не повідомивши його, він був засмучений. Однак не виявив ніякої ворожості до Лукаса за це. У 1985 році Майк і Лукас все ще залишалися близькими. Однак після того, як Джим Хоппер ускладнив стосунки Майка з Одинадцять, Майк звернувся за допомогою до Лукаса, щоб налагодити зв'язок з Одинадцять. У 1986 році вони залишаються близькими друзями, але їм доводиться менше часу проводити разом, оскільки Лукас грає в баскетбольній команді. Повернувшись до Гокінса, Майк підтримав Лукаса після того, як дізнався, що Макс у комі.
5. Дастін Хендерсон    
Майк познайомився з Дастіном у третьому класі. Незважаючи на менший час, проведений разом, Майк вважав Дастіна одним із своїх найкращих друзів. Дастін підтримував його стосунки з Одинадцятою. Коли його тримав під ножем Трой Уолш, Майк стрибнув із Саттлер-Кар'єр, щоб врятувати Дастіна, перш ніж Одинадцять і врятувала ситуацію. У 1984 році, коли Майк дізнався, що Дастін разом із Лукасом запросили Макс Мейфілда приєднатися до партії без його інформування, він засмутився, але не виявив жодної ворожості до Дастіна. У 1985 році Майк вітав Дастіна, який повернувся з Кемп-Ноу-Де, і був здивований, почувши, що той знайшов дівчину на ім'я Сьюзі. Однак, коли Майк прийшов на допомогу Дастіну в торговому центрі Starcourt, він обійняв друга і помирився з ним. Після від'їзду Баєрсів, Дастін дозволив Майку використати Cerebro, щоб зв'язатися з Од. У 1986 році, коли Лукас приєднався до баскетбольної команди, Майк і Дастін, здається, проводять разом ще більше часу, ніж раніше. Після перемоги в грі Майк і Дастін святкували перед тим, як Майк поїхав відвідати Вілла та Одинадцять у Каліфорнії на весняні канікули. Після повернення в Хокінс Майк і Дастін знову зустрілися.
6. Макс Мейфілд    
Майк і його друзі вперше зустріли Макс Мейфілд, коли містер Кларк представив її класу. У той час як Дастін і Лукас почали цікавитися нею, оскільки вона побила високий бал Дастіна на Dig Dug, Майк не цікавився нею і не хотів дозволити їй приєднатися до Партії. У 1985 році Майк прийняв Макс у партію і ставився до неї як до решти своїх друзів. Однак після того, як Джим Гоппер ускладнив їхні стосунки з Одинадцятою, через що Од тусувалася з Макс, Майк став роздратованим і засмученим, оскільки вважав, що Макс погано впливає на його дівчину. Їхню ворожнечу розпалив ще й той факт, що Макс з Од шпигували за Майком та Лукасом без їхнього відома. Однак, коли Майк зізнається, що хвилюється за Одинадцятою і що кохає її, це змушує Майка та Макс примиритися, оскільки вони обидва піклуються про Од. До 1986 року Макс віддалилася від своїх друзів через депресію через смерть Біллі. Макс сидить поруч із Майком і Дастіном під час шкільного бадьорого мітингу та пояснює їм правила баскетбольного турніру. Коли Майк повернувся до Хокінса, він був засмучений тим, що побачив Макс в коматозному стані.
7. Джим Хоппер    
У 1984 році Майк разом з Віллом, Джойсом і Бобом вирушив рятувати Хоппера в перевернуті тунелі, демонструючи свою готовність прийти йому на допомогу. Однак, коли Майк дізнався, що Хоппер майже рік переховував Одинадцять, він розлютився на останнього. Хоппер втішив хлопчика, вибачившись перед ним, коли усвідомив, наскільки він був неправий, ховаючи Одинадцять.
До 1985 року вони знову не були в хороших відносинах, особливо коли Хоппер став роздратований тим, скільки часу його прийомна дочка, Одинадцять, проводить з Майком. Зрештою Майк став занадто зарозумілим і не поважав Шефа. Втративши самовладання, Хоппер змусив Майка дистанціюватися від Од, що зрештою призвело до їхнього розриву — події, яка принесла Хопперу велику радість. Однак, незважаючи на їхні розбіжності, Хоппер все одно хотів, щоб Майк був у безпеці, і наказав йому бути обережним перед останнім нападом на Starcourt Mall. Ці слова занепокоєння натякали на те, що він дбає про Майка і починає підтримувати його стосунки з Одинадцять. У 1986 році Хоппер повертається до Хокінса після того, як його врятували Джойс і Мюррей. Майк підходить до нього й вітає з поверненням. Хоппер каже йому, що він виріс, а Майк каже, що він зменшився. Хоппер сміється, і вони обіймаються, показуючи, що Хоппер і Майк дійсно піклуються один про одного.

## Цікаві факти
1. Граючи в Dungeons & Dragons, Майк зазвичай грає за Dungeon Master. Однак його DMPC є Паладином.
2. Біла перука, яку носила Одинадцять, спочатку належала бабусі Майка, яка померла від раку.
3. В оригінальному пілотному сценарії він був закоханий у Дженніфер Хейс.
4. Майк — перший персонаж, який назвав альтернативний вимір серіалу «Навиворіт».
5. Його ім'я є відсиланням до Майкла «Майкі» Уолша з фільму 1985 року The Goonies, на якому спочатку базувався його персонаж.
6. Майк Вілер і Джим Хоппер є єдиними персонажами, які з'являються у всіх епізодах 1, 2 і 3 сезонів.
7. У 3 сезоні Майк згадує матір Одинадцятої Террі Айвз, натякаючи, що Майк і решта Партії тепер знають про її існування та про те, що з нею сталося.
8. У щорічнику середньої школи Хокінса він був визнаний «Найдружнішим обличчям». Також вказано, що його кар'єрна мета — стати письменником. Його улюблений предмет — англійська. Його хобі — дивитися фільми та бути майстром підземелля для своїх кампаній D&D . Коли він не вчиться, він слухає радіохвилі по рації. Позакласними заходами, які він проводив, є AV Club і Science Fair. Він також був одним із редакторів щорічника.
Улюблений різдвяний фільм Майка — «Санта-Клаус приїжджає в місто».
9. Майк був переконаний, що ненавидить піцу з ананасами, доки Одинадцять і Аргайл не переконали його спробувати. Зрештою він виявив, що йому це подобається.